# Културни центар „Младост” Футог
Културни центар „Младост“ Футог (скраћено: КЦ „Младост“ Футог) је установа за културу, информисање и образовање у месту Футогу.

### Историјат
Културни центар „Младост“ Футог основан је 1974. године с циљем да организује културни живот у месту. Центар се налази у лепој, старој згради у центру Футога у главној улици Цара Лазара 42. Оснивач Центра је Скупштина Града Новог Сада. Већ више од тридесет година КИЦ Младост својим програмима настоји да оплемени и учини садржајнијим свакодневицу својих суграђана, посебно оних најмлађих. 

## Секције
У оквиру Центра делују:
- Ансамбл народних песама и игара
- Тамбурашки оркестар - Школа тамбуре
- Студио модерног плеса "Мирослав Батак Мићко"
- Драмски студио "Макса Вругић"
- Галерија
- Нижа музичка школа - одсеци гитара, хармоника и флаута
- Школа енглеског језика за децу и одрасле
- Клуб-кантина
- Радио Футог 99,5 MHz (Део Kултурно-информативног центра "Младост" Футог од 1995. до 2019. године. Од 2019. дефакто сарадња.)

## Манифестације
Центар, у складу са својом делатношћу, организује бројне програме и манифестације. 
- Божићне чаролије
- Најлепше ускршње јаје
- Футоко лето
- Фестивал ношњи, накита и оглавља Бисерна грана
- Етно - манифестација Купусијада

## Програми
- Концертни програми
- Изложбе
- Драмски програми - позоришне представе за децу и одрасле
- Радионице
- Трибине
- Предавања
- Промоције